# Schwedische Meisterschaften im Skispringen 2012

Logo des Schwedischen Skiverbands

Die schwedischen Meisterschaften im Skispringen 2012 fanden Anfang Februar 2012 auf dem Paradiskullen (HS100) von Örnsköldsvik statt.

## Ergebnisse

### Einzel Herren
| Platz | Sportler       | Weite 1 | Weite 2 | Punkte |
| ----- | -------------- | ------- | ------- | ------ |
| 1     | Alexander Mitz |         | 089,0 m | 225,5  |
| 2     | Carl Nordin    | 091,5 m | 085,0 m | 220,0  |
| 3     | Josef Larsson  |         |         | 203,5  |
| 4     | Jakob Grimholm |         |         | 188,5  |
| 5     | Isak Grimholm  |         |         | 171,5  |

### Team Herren
| Platz | Team                                                         | Punkte |
| ----- | ------------------------------------------------------------ | ------ |
| 1     | IF Friska Viljor Carl Nordin Isak Grimholm Jakob Grimholm    | 580,0  |
| 2     | Sollefteå GIF Erik Gundersson Josef Larsson Benjamin Larsson | 509,5  |
| 3     | IF Friska Viljor IIPär Svensson Jesper Daun Jacob Hallin     | 379,5  |